# Тусон Роудраннерс
«Ту́сон Роудра́ннерс» (англ. Tucson Roadrunners) — профессиональный хоккейный клуб из города Тусон (штат Аризона, США), основанный в 1994 году. До 2016 года носил название «Спрингфилд Фэлконс». Команда выступает в Тихоокеанском дивизионе Западной конференции Американской хоккейной лиги и является фарм-клубом клуба «Аризона Койотис» из Национальной хоккейной лиги. Домашняя площадка — «Тусон Конвеншн-центр», вместимостью 8962 зрителей.
После того, как «Аризона» приостановила своё участие в НХЛ, а все её игроки с сезона 2024/25 будут выступать за новый клуб из Юты, ожидается, что «Тусон» станет фарм-клубом «Юты», но новое название, а также возможный переезд остаются под вопросом.

## История
19 апреля 2016 года, «Аризона Койотис» объявила что выкупила свой фарм-клуб в АХЛ, «Спрингфилд Фэлконс», и перевозит его в Тусон, начиная с сезона 2016-17 годов. Чтобы переезд состоялся необходимо было собрать три подтверждения: первое от Рио-Нуэво (исполнительного органа Тусона по восстановлению объектов) о готовности инвестирования 3,2 миллиона долларов для приведения местной арены к АХЛ-овскому стандарту, оно было получено 26 апреля. Второе — от совета управленцев АХЛ для условного одобрения и подтверждения покупки, оно было получено 10 мая. И, наконец, 17 мая Совет города Тусон выдал третье одобрение — о 10-летней аренде «Тусон Конвеншн-центра» новой команде.
Конкурс по выбору названия новой команде проходил с 17 по 31 мая. Название и логотип были представлены 18 июня на дне открытых дверей в «Тусон Конвекшн-центре». Выбранное название, «Роудраннерс», отдаёт дань уважения команде «Финикс Роудраннерс», команды с таким названием играли в разных профессиональных лигах с 1967 по 2009 годы, а так же создаёт игру слов с названием главной команды, «Койотис» (отсылка идёт к известному мультяшному дуэту Хитрый койот и Дорожный бегун). Кроме того, логотип похож на традиционные логотипы клубов с названием «Финикс Роудраннерс».
21 июня 2016 года, Марк Лэмб был назначен первым главным тренером в истории команды, до этого он занимал аналогичный пост в клубе Западной Хоккейной Лиги «Свифт-Каррент Бронкос» с 2009 года. Марк Харди стал его ассистентом. 18 июля первым президентом команды был объявлен Брайан Сэнди, так же было объявлено о трёх других ключевых сотрудниках. А 20 июля было объявлено имя первого генерального менеджера команды, им стал Даг Сетерт, занимавший до этого пост скаута в системе «Аризоны Койотис».
«Роудраннерс» сыграли свою первую игру 14 октября 2016 года против «Сан-Диего Галлз» на «Печанга Арене», проиграв 5:3. Первый капитан «Роудраннерс» Крэйг Каннингем забил первые два гола команды в истории франшизы. «Роудраннерс» сыграли свою первую домашнюю игру две недели спустя, 28 октября, выиграв со счётом 6:5 перед 6521 болельщиком.

## Статистика
Сокращения: И = сыгранные матчи в регулярном чемпионате, В = победы, П = поражения, ПО = поражения в овертаймах, ПБ = поражения по буллитам, Проц = процент набранных очков, ШЗ = забитые шайбы, ШП = пропущенные шайбы, Место = место, занятое в указанном дивизионе по итогам регулярного чемпионата, Плей-офф = результат выступления в плей-офф
| Сезон   | И  | В  | П  | ПО | ПБ | Очки | Проц  | ШЗ  | ШП  | Место            | Плей-офф       |
| 2016–17 | 68 | 29 | 31 | 8  | 0  | 66   | 48.5% | 187 | 237 | 6, Тихоокеанский | не участвовали |

## Игроки

### Неиспользуемые номера
- 14 — Крэйг Каннингем